# Grotte dei Monti Aurunci
Il paesaggio dei Monti Aurunci vede in superficie la continua successione e avvicendamento di doline, campi solcati, scannellature, vaschette di corrosione e tutte le altre morfologie tipiche del carsismo. 
La controparte ipogea è allo stesso modo sviluppata con cavità che presentano caratteristiche diverse e articolate delle quali l’Abisso del Vallaroce è attualmente la più profonda (-401 m) e il sistema carsico della Grava dei Serini la più estesa (3,5 km) e con una storia esplorativa notevole. La diversità morfologica delle cavità segue l’articolazione dei rilievi montuosi nelle due compagini di Monti Aurunci occidentali e Monti Aurunci orientali, o Monti Vescini, questi ultimi quasi a ridosso della Campania, gruppi tra loro separati dalla Valle del Ausente.

## I Monti Aurunci Occidentali

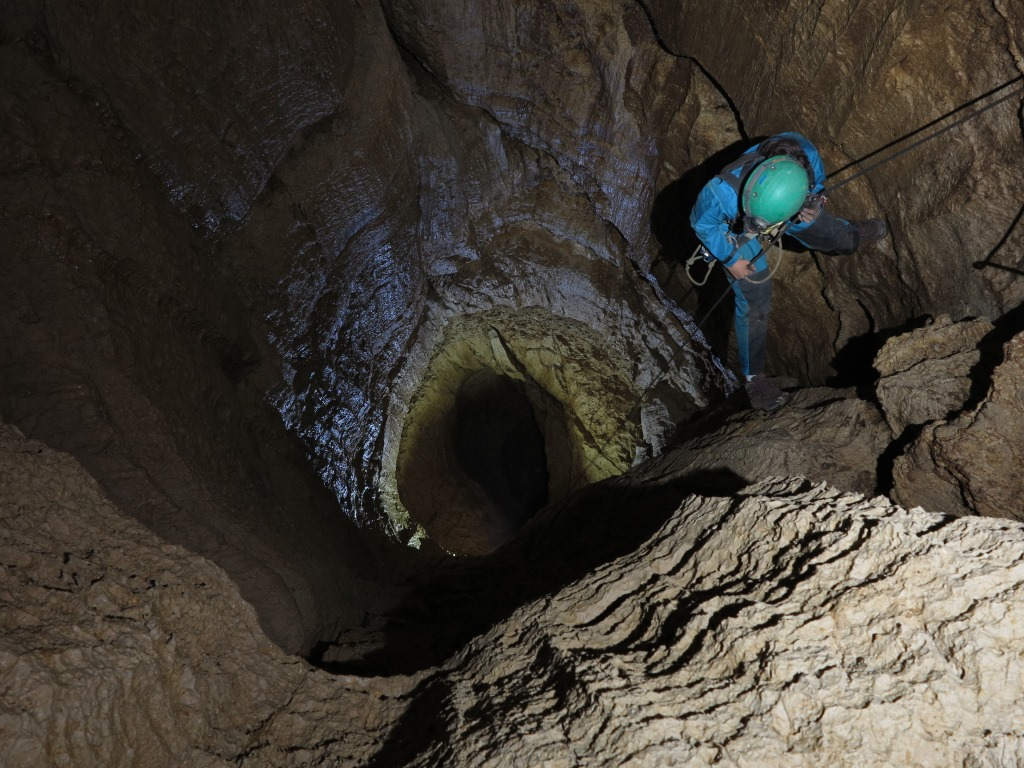
Esplorazione di un pozzo

Le grotte dei Monti Aurunci occidentali sono oggetto di ricerca quasi ininterrotta da quarant’anni sia grazie al lavoro di associazione speleologiche locali che di gruppi provenienti dall’area romana. La quantità di fenomeni carsici si è dunque arricchita tanto da poter considerare questa porzione di massiccio come una delle aree a grande densità di grotte nel Lazio. La maggior parte delle cavità sono inghiottitoi ancora in attività o fossili, minori sono invece le risorgenze, aspetto che lascerebbe pensare alla presenza di fenomeni di scaturigini marine sommerse nel Golfo di Formia.

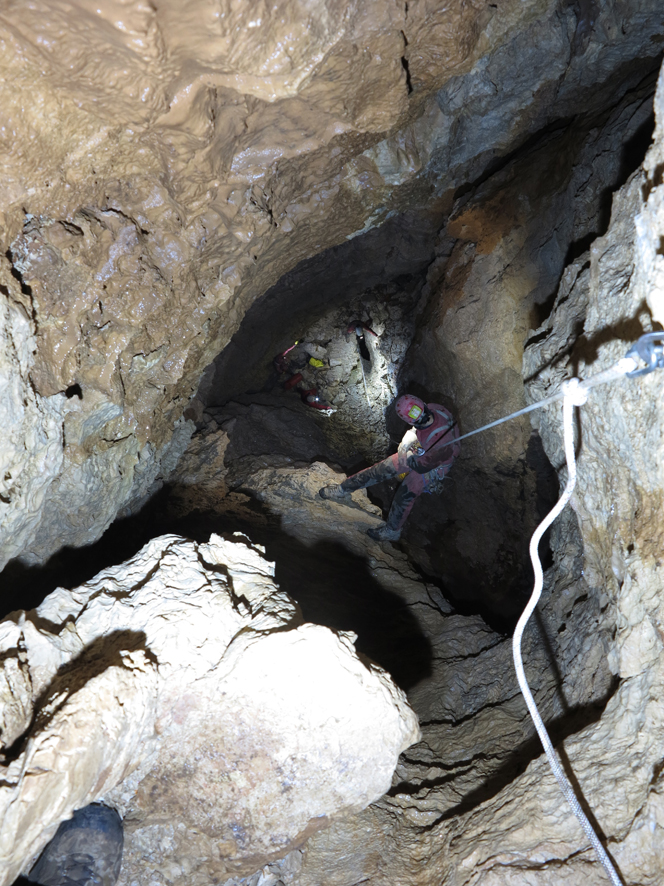
Abisso del Vallaroce

Gli inghiottitoi si aprono quasi su ogni fascia altitudinale con ingressi che, su base dimensionale, vanno da fenomeni modesti a decisamente rilevanti come l’Abisso della Ciauchella, la Ciauca degli Spagnoli o Chiavica la Faggeta. Queste cavità sono da sempre conosciute dai frequentatori abituali della montagna nonché esplorate per prime dagli speleologi. Gli inghiottitoi con maggiore sviluppo introducono generalmente ad ambienti dallo sviluppo verticale dal potenziale speleologico notevole. L’Abisso del Vallaroce, che si apre presso la località omonima, con i suoi 401 m di dislivello negativo risulta essere la cavità più profonda del massiccio seguita da Grotta Pandora (-350 m), le cui esplorazioni sono ancora in corso. 
Altre cavità rilevanti sono l’Abisso Shish Mahal (-315) e l’Abisso della Ciauchella (-296). I lavori sistematici condotti negli anni hanno portato gli esploratori a concentrarsi su alcune aree specifiche del massiccio tra le quali si può citare il Monte Petrella (1.533 m s.l.m.), massima elevazione dei Monti Aurunci e seconda dell’antiappennino laziale dopo il Monte Semprevisa (1.536 m s.l.m.). Su questa montagna sono state esplorate numerose grotte e abissi tra i quali si ricordano l’Abisso Innominato, l’Abisso Petrella e l’Abisso Pitagorico, solo per citarne alcune. La vicinanza spaziale di questi fenomeni carsici nonché la presenza della Risorgenza di Capodacqua (Spigno Saturnia) lasciano per ora solo ipotizzare l’esistenza di un unico grande reticolo sotterraneo.

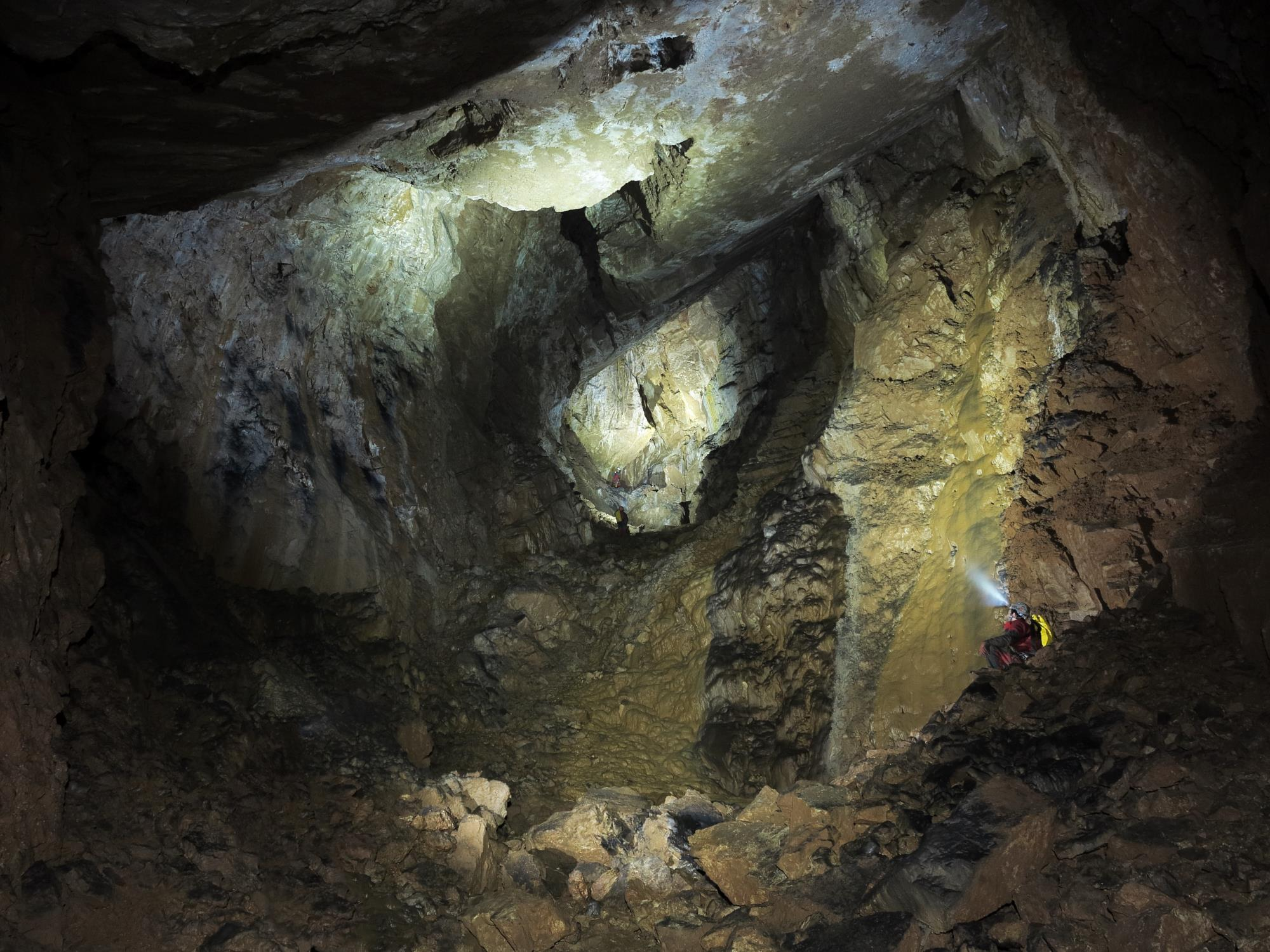
Il salone Federico Donati nella Grava dei Serini (Esperia)

Altra area di notevole rilevanza è il piano carsico d’altura di Campo di Venza (Esperia), il cui sistema di drenaggio è il principale fattore relativo alla formazione della Grava dei Serini, che raggiunge a oggi 3,5 km di sviluppo spaziale e i 300 m di profondità affermandosi come il fenomeno carsico più esteso del massiccio. I quattro accessi al complesso: l’Ingresso Basso, una risorgenza attiva, l’Ingresso Medio, una risorgenza fossile, Grotta Sarà Serini, un inghiottitoio fossile, e Murano ai Serini, un inghiottitoio semi-attivo, rendono i Serini la seconda grotta del Lazio a contare quattro ingressi. Gli articolati sviluppi seguono un andamento semi-orizzontale in ambienti che spaziano dal fossile all’attivo rendendo la percorrenza allo stesso tempo varia e complessa. All’interno dei Serini è stata anche rinvenuta una specie endemica di coleottero: Duvalius auruncus. 

## I Monti Aurunci Orientali
La situazione speleologica dei Monti Aurunci orientali si riflette nella diversità esterna di queste montagne, quasi un gruppo isolato sul confine tra Lazio e Campania. Le ricerche hanno seguito una minore sistematicità e solo negli ultimi anni è iniziato un lavoro di ricerca ed esplorazione più ampio. Nonostante ciò i fenomeni carsici finora noti sono ancora pochi ma esemplificativi di alcune peculiarità di queste grotte.
Aspetto di primaria importanza è la presenza di alcune sorgenti a carattere termale, per lo più nella fascia fluvimontana nel Comune di Castelforte nella  località  di Suio Terme, fenomeno legato al vulcanismo secondario dovuto alla vicinanza del Vulcano di Roccamonfina. Le cavità finora esplorate non presentano ancora profondità elevate, ma spesso caratterizzate da ambienti decisamente articolati: tra le maggiori si ricordano la Grotta Pimpinelli (-50 m), la Grotta Fessa di Monte Maio (-42 m), Pozzo le Cese (-22 m). Alcuni di questi fenomeni risultano persino avere maggiore estensione che profondità, con ambienti complessi e dalle dimensioni rilevanti, come nel caso esemplificativo del Labirinto di San Lorenzo, nel territorio Comunale di Santi Cosma e Damiano . Una spiegazione di queste caratteristiche ,nella Zona di Suio, può essere trovata proprio nei fenomeni di formazione di tipo ipogenico, legati alla risalita di acque sulfuree profonde, in questo caso dovute alla presenza del termalismo basale del massiccio vulcanico di Roccamonfina.
Un ulteriore aspetto, di non secondaria importanza, legato alle grotte dei Monti Aurunci Orientali è da ricercarsi nei sistematici processi di occupazione antropica che dall’antichità continuano ancora oggi. Le cavità finora note hanno dimensioni generalmente ampie, non di rado con ingressi più simili a veri e propri antri, comodi per essere utilizzati come ripari per uomini e animali, oggetto nei vari anni di spedizioni speleologiche  da parte di appassionati esperti. Allo stesso tempo i condotti orizzontali percorribili in profondità hanno alle volte riconsegnato depositi archeologici legati anche a manifestazioni di culto di divinità preromane come  la leggendaria Dea Marika.